# Daisuke Ohata
Daisuke Ohata (Osaka, 11 de noviembre de 1975) es un exjugador japonés de rugby que se desempeñaba como wing.
Ohata jugó con los Brave Blossoms de 1996 a 2006, marcó 69 tries y estableció el actual récord, liderando hasta la actualidad la tabla de los máximos anotadores de tries en test matches. Desde 2016 es miembro del World Rugby Salón de la Fama.

## Selección nacional
Fue convocado a su seleccionado por primera vez en noviembre de 1996 para enfrentar a Corea del Sur y disputó su último partido en noviembre de 2006 ante al mismo rival.
El 14 de mayo de 2006, Ohata le marcó tres ensayos a Georgia y rompió el récord establecido por la leyenda David Campese en 64 tries. En total jugó 58 partidos y marcó 69 tries (345 puntos).

### Participaciones en Copas del Mundo
Disputó dos Copas del Mundo: Gales 1999 y Australia 2003 donde en ambos torneos, los japoneses fueron eliminados en la fase de grupos. En total jugó siete partidos y marcó tres tries.
Ohata estuvo preseleccionado para Francia 2007 pero en agosto de ese año, durante un entrenamiento con el seleccionado para enfrentar a Portugal se rompió el tendón de Aquiles, frustrándole el que hubiese sido su último torneo internacional.
| Mundial                       | Sede      | Resultado    | PJ | Tries |
| ----------------------------- | --------- | ------------ | -- | ----- |
| Copa Mundial de Rugby de 1999 | Gales     | Primera fase | 3  | 1     |
| Copa Mundial de Rugby de 2003 | Australia | Primera fase | 4  | 2     |

## Palmarés
- Campeón del Pacific Rim Championship de 1999.
- Campeón del Asia Rugby Championship de 1998, 2000, 2004 y 2006.
- Campeón de la Top League de 2003-04.